# Obernhof (Gemeinde Ulrichsberg)
Obernhof ist eine Siedlung in der Gemeinde Ulrichsberg im Bezirk Rohrbach in Oberösterreich.

## Geographie

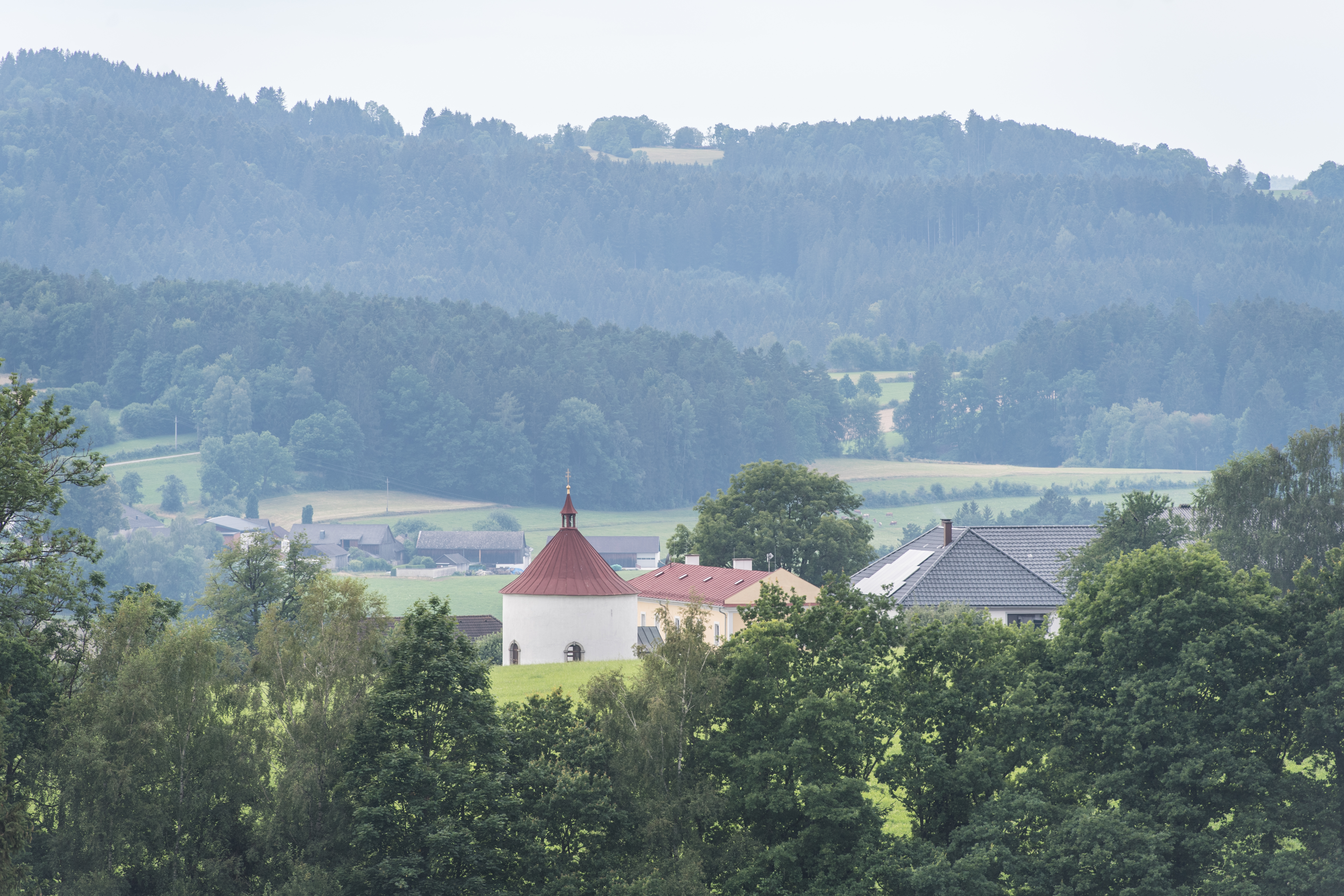
Blick über Oberhof mit dem Rundbau der Michaelskapelle

Der Weiler Obernhof befindet sich östlich des Gemeindehauptorts Ulrichsberg und gehört zur Ortschaft Stollnberg. Er liegt im Einzugsgebiet des Hintenberger Bachs. Obernhof ist Teil der 22.302 Hektar großen Important Bird Area Böhmerwald und Mühltal.

## Geschichte
Obernhof war ursprünglich in der ersten Hälfte des 13. Jahrhunderts ein Herrschaftsgut der Falkensteiner. Im Jahr 1463 wurde es erstmals urkundlich als Meierhof des Stifts Schlägl erwähnt. Der Meierhof brannte 1626 im Oberösterreichischen Bauernkrieg nieder. Neubauten folgten in den Jahren 1690 und 1691, weitere Erweiterungen im 19. Jahrhundert. Am Besitz von Herrn Jung in Obernhof brach am 4. April 1950 aus unbekannter Ursache ein Brand aus.

## Kultur und Sehenswürdigkeiten
Die Michaelskapelle in Obernhof wurde von 1694 bis 1695 nach Plänen von Carlo Antonio Carlone erbaut und 1696 geweiht. Es handelt sich um einen kleinen Zentralbau mit kreisförmigem Grundriss.